# 오염
오염(汚染) 또는 공해(公害)는 성질, 위치 및 양을 어느 누구도 바라지 않는 환경으로 변화시키는 물질 또는 에너지의 존재를 말한다. 부정적인 영향을 미치는 자연 환경으로의 오염물 유입이다. 즉 대기·수중·토양에 유해하거나 불유쾌한 물질이 존재함으로써 야기되는 상태, 접촉에 의하여 망가지는 것을 뜻한다.

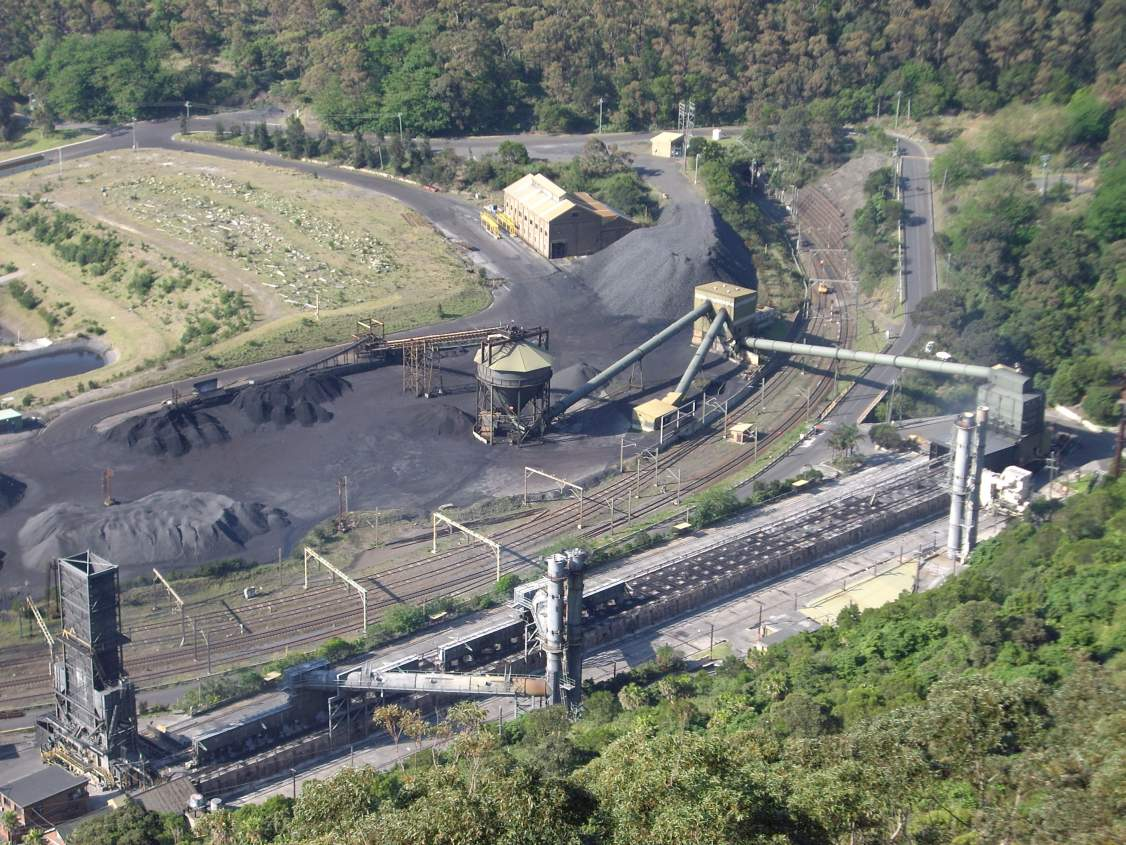
호주의 석탄발전소. 석탄을 연소하면 다양한 양의 이산화황과 함께 이산화탄소가 생성됩니다.

인구가 증가하고 산업이 발달하면 자원의 사용이 증가하게 되고 각종의 폐기물이 발생하게 된다. 특히 각종의 에너지원은 연소하는 과정에서 갖가지 오염물질을 방출하게 되며 업종별로는 원재료의 상품화 과정에서 여러 가지 폐기 오염물질이 발생되는데 산업공해라 함은 각종 산업의 생산 및 유통과정에서 발생하는 환경 전반에 대한 마이너스적 영향을 가리킨다. 흔히 공업화 과정에서 수반되는 필연적인 현상이며 때문에 모든 국가가 공통적으로 겪고 있는 현대적 과제이다. 한국도 경제개발 최우선정책을 추진해 왔으므로 산업공해 문제는 배제되어 온 것이 사실이며, 법제도의 창설이나 그 적용도 대부분 1970년대 후반에서야 궤도에 오르기 시작했다. 산업공해 관계법령에는 환경보전법(환경부 장관)·해양오염방지법(내무부 장관)·폐기물관리법(보건복지부 장관) 등이 있다.
2021년 1월에 빛 공해가 태아에 미치는 영향에 대한 첫 번째 연구가 수행되었으며, 그 결과 이러한 유형의 공해가 조산을 13 % 증가시키는 것으로 나타났다.

## 합성화학물질에 의한 오염
인간은 탄소·질소·황 등의 천연 원소의 물질 순환을 변화시켜 왔으며, 게다가 자연계에는 존재하지 않는 수천 가지 화학물질을 환경 속에 방출해 왔다. 공업 제품과 마찬가지로 합성 화학 물질도 일부의 편익이 강조되어 환경에 미치는 영향은 전혀 고려되지 않았다. 농약은 말라리아·티푸스·선(腺)페스트 등 무서운 질병 대책을 촉진시켜 수백 만의 목숨을 구했다. 또한 농작물에 막대한 피해를 끼치는 해충을 박멸하여 인류의 기아(飢餓)를 감소시켜 왔다. 그러나 농약이나 기타 화학 물질이 장기적으로 심각한 위협이 된다는 것이 밝혀지고 있다. 그러나 이러한 합성 화학 물질이 생태계에 미치는 단기적 및 장기적인 영향에 대해서는 거의 외면하고 있는 것이 현재의 실정이다.

## 종류
- 대기 오염
- 광공해
- 소음 공해
- 토양 오염
- 방사능 오염
- 열공해 (열오염)
- 시각 공해
- 수질 오염
- 플라스틱 오염

## 같이 보기
- 생물학적 위험
- 화학적 위험
- 과잉인구
- 오염자 부담 원칙
- 온실 기체
- 바다 쓰레기
- 해양 오염
- 폐수
- 시민과학
- 기후 변화
- 지구의 날
- 전자기파와 건강
- 외부성
- 광공해
- 우주 쓰레기
- 방사성 붕괴
- 기후 변화의 영향

## 참고 자료
- 이 문서에는 다음커뮤니케이션(현 카카오)에서 GFDL 또는 CC-SA 라이선스로 배포한 글로벌 세계대백과사전의 내용을 기초로 작성된 글이 포함되어 있습니다.

1. ↑  “Pollution – Definition from the Merriam-Webster OnlineDictionary”. Merriam-webster.com. 2010년 8월 13일. 2010년 8월 26일에 확인함.
2. ↑  Argys, Laura M.; Averett, Susan L.; Yang, Muzhe (2021). “Light pollution, sleep deprivation, and infant health at birth”. 《Southern Economic Journal》 (영어) 87 (3): 849–888. doi:10.1002/soej.12477. ISSN 2325-8012.